# Брюксел-Столица
Брюксел-столица (на нидерландски: Brussel-Hoofdstad; на френски: Bruxelles-Capitale) е окръг в Централна Белгия, заемащ цялата територия на Столичен регион Брюксел.
Окръгът не е част от никоя провинция. Площта му е 161 km², а населението – 1 198 726 души (по приблизителна оценка от януари 2018 г.).